# Mega Man 2: The Power Fighters
Mega Man 2: The Power Fighters (Rockman: The Power Fighters (ロックマン・ザ・パワーファイターズ) au Japon) est un jeu vidéo de combat développé et édité par Capcom en octobre 1996 sur borne d'arcade. C'est un jeu dérivé de la série Mega Man et la suite du jeu de combat également sortie en arcade en 1995 adaptée de la même franchise, Mega Man: The Power Battle,,.
Le jeu est réédité à partir de 2004 dans la compilation Mega Man: Anniversary Collection sortie sur GameCube, PlayStation 2, PlayStation 4, Xbox One, la Nintendo Switch et PC (Windows). Le jeu est réédité en 2004 sur PlayStation 2 dans la compilation Rockman: Power Battle Fighters regroupant Mega Man: The Power Battle et Mega Man 2: The Power Fighters, puis au Japon en janvier 2017 sur PlayStation 3 (PlayStation Network). Le jeu est réédité en 2006 sur PC (Windows), en téléchargement sur la plate-forme GameTap. La bande-son du jeu est incluse dans une compilation intitulée Rockman Sound Box 2 et publiée au Japon le 17 décembre 2014 par Capcom, regroupant plusieurs CD de bandes-son de jeux de la franchise Mega Man.

## Portages
- GameCube, PlayStation 2, PlayStation 4, Xbox One, la Nintendo Switch, PC (Windows) : 2004, dans la compilation Mega Man: Anniversary Collection
- PlayStation 2 : Rockman: Power Battle Fighters (2004) - compilation sur de Mega Man: The Power Battle et Mega Man 2: The Power Fighters, réédité au Japon en janvier 2017 sur PlayStation 3 (PlayStation Network)[6],[7].
- PC (Windows, GameTap) : 2006